# NBN TV
NBN TV(영어: New Biz Network TV, 엔비엔티브이)는 대한민국의 24시간 실시간 경제 전문 방송사로, 2012년 4월 16일에 창립되었다. 본사는 서울특별시 서초구 남부순환로 2583 서초동, 서희타워)에 있으며 국내 경제 채널 최초로 블록체인 위주 생방송을 진행한다. 이외에도 증권, 부동산 등 다양한 경제 프로그램을 제작 중이다. 2025년 8월 8일 자로 TV채널이 폐국되었다.